# Rocheuses canadiennes
Les Rocheuses canadiennes (en anglais : Canadian Rockies) sont la partie canadienne des montagnes Rocheuses. Longues de 1 200 km, elles commencent à la frontière entre le Canada et les États-Unis et finissent dans la plaine de la rivière Liard en Colombie-Britannique. Elles sont à cheval entre l’Alberta et la Colombie-Britannique.
Contrairement à une idée répandue, les Rocheuses ne s’étendent pas jusqu’au Yukon ou en Alaska ni dans la partie centrale de la Colombie-Britannique. Les montagnes au nord de la rivière Liard sont les monts Mackenzie et celles plus à l’ouest sont la chaîne Columbia. Ces deux chaînes de montagnes ne font pas partie des Rocheuses.

## Toponymie
Les noms « Rocheuses canadiennes » en français et Canadian Rockies en anglais sont couramment employés mais sont officieux. Les toponymes officiels approuvés par les organismes gouvernementaux de Colombie-Britannique sont montagnes Rocheuses en français et Rocky Mountains en anglais. Ces deux noms ont été identifiés comme noms d'intérêt pancanadien le 23 novembre 1983.

## Géographie

### Principaux sommets
| Nom               | Altitude | Altitude | Notes                                            |
| Nom               | mètres   | pieds    | Notes                                            |
| ----------------- | -------- | -------- | ------------------------------------------------ |
| Mont Robson       | 3 954    | 12 972   | Point culminant des rocheuses canadiennes        |
| Mont Columbia     | 3 747    | 12 293   | Point culminant de l'Alberta                     |
| North Twin Peak   | 3 684    | 12 087   |                                                  |
| Mont Clemenceau   | 3 658    | 12 001   |                                                  |
| Mont Alberta      | 3 619    | 11 873   | Sommet le plus difficile à escalader             |
| Mont Assiniboine  | 3 618    | 11 871   | Point culminant du sud des rocheuses canadiennes |
| Mont Forbes       | 3 612    | 11 850   |                                                  |
| South Twin Peak   | 3 566    | 11 700   |                                                  |
| Mont Temple       | 3 543    | 11 624   | Point culminant près de Lake Louise              |
| Mont Bryce        | 3 507    | 1 150    |                                                  |
| Mont Kitchener    | 3 505    | 11 500   |                                                  |
| Mont Hungabee     | 3 492    | 11 456   |                                                  |
| Mont Athabasca    | 3 491    | 11 453   |                                                  |
| Mont Brazeau      | 3 470    | 11 385   |                                                  |
| Snow Dome         | 3 456    | 11 339   |                                                  |
| Mont Andromeda    | 3 450    | 11 319   |                                                  |
| Mont Joffre       | 3 449    | 11 316   |                                                  |
| Mont Edith Cavell | 3 363    | 11 033   |                                                  |
| Mont Bess         | 3 203    | 10 509   |                                                  |

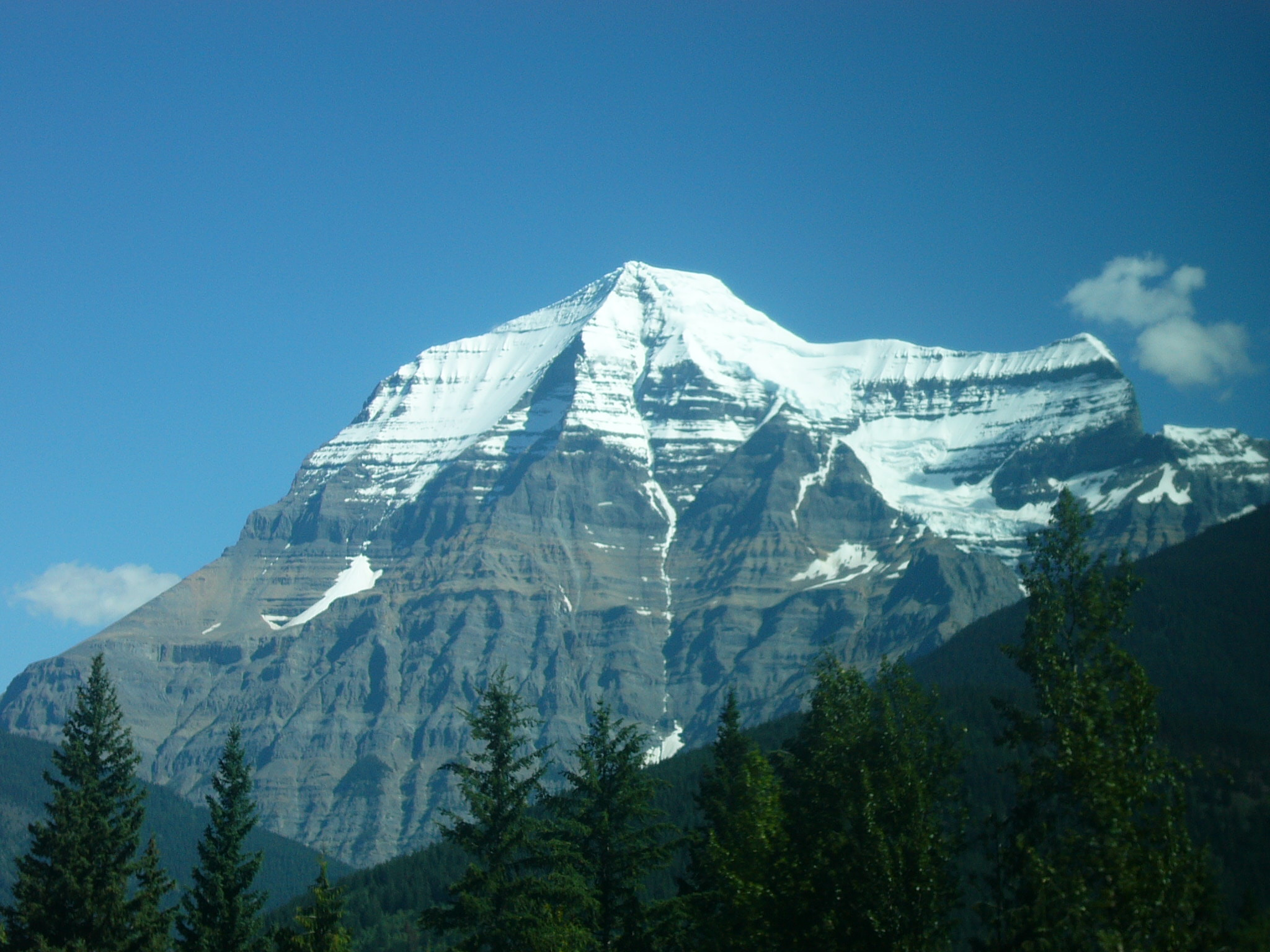
Mont Robson.

Le mont Robson est le plus haut sommet des Rocheuses canadiennes, mais pas le plus haut de la Colombie-Britannique, d'autres sont plus élevés dans les chaînes côtières du Pacifique ou dans la chaîne Saint-Élie. Toutefois, le mont Robson est particulièrement impressionnant, car il se détache sur la Continental Divide est-ouest, dominant la passe de  Yellowhead, l'un des cols les plus bas des Rocheuses canadiennes, et proche de la route Yellowhead. Il culmine à 3 954 m, alors que sa base est à seulement 985 m d'altitude. L'ascension du mont Robson est un défi pour alpinistes expérimentés et bien préparés, et nécessite habituellement une semaine.

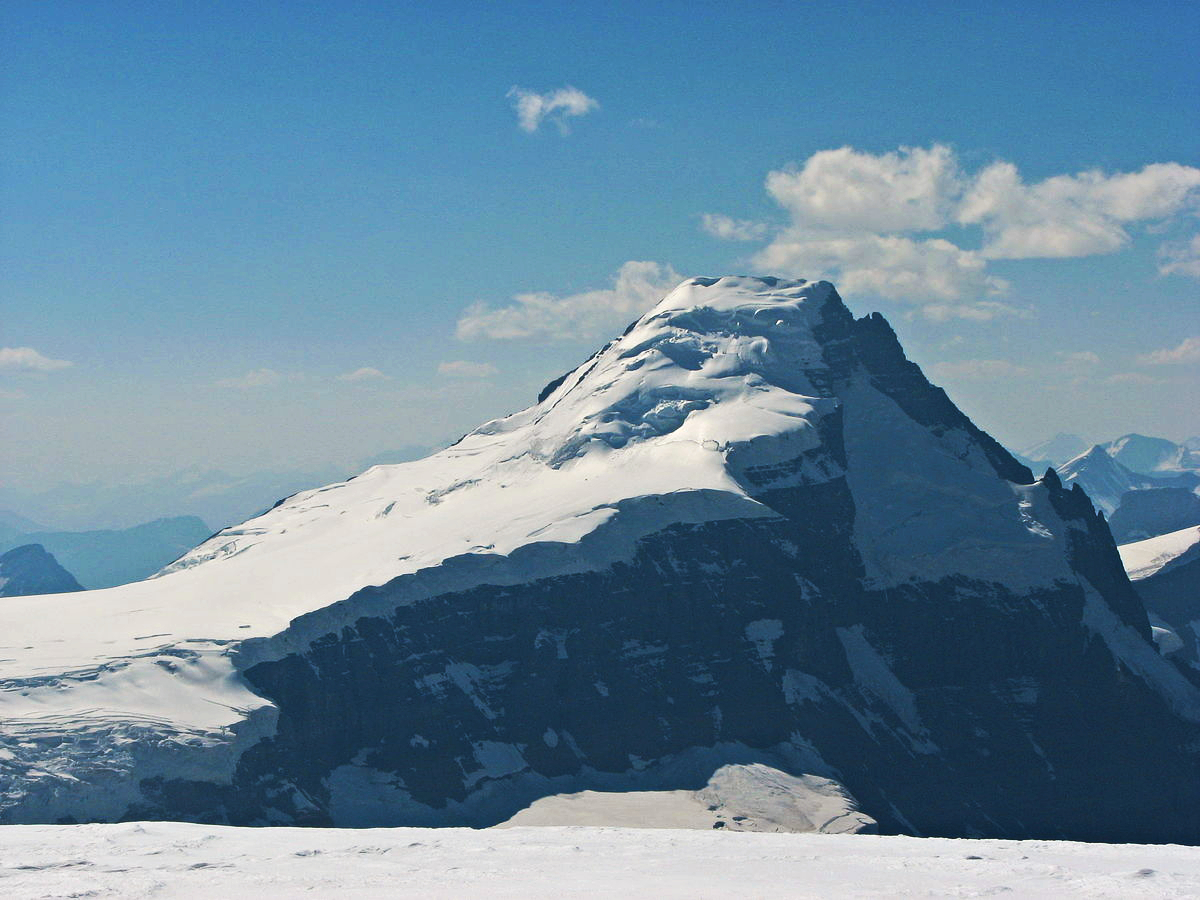
Mont Columbia.

Le mont Columbia, deuxième sommet des Rocheuses canadiennes, est la plus haute montagne de l'Alberta. Une route peu technique permet d'atteindre le sommet après une marche dans la neige, mais l'approche passe par le glacier Columbia et exige des connaissances dans la traversée des glaciers et du sauvetage en cas de chute dans une crevasse. La course se fait normalement en deux jours, avec une nuit au camp de base, mais de très bons skieurs l'ont fait en une journée en partant de l'autoroute. D'autres ont été bloqués dans leurs tentes pendant des jours jusqu'à l'amélioration des conditions météorologiques. Du camp de base, il est possible de faire l'ascension d'autres hauts sommets de la région, dont North Twin Peak, South Twin Peak, le mont Kitchener, Stutfield et Snow Dome.
Le Snow Dome n'est pas un pic impressionnant selon les normes des Rocheuses, mais il a la privilège d'être le sommet hydrologique de l'Amérique du Nord, de son sommet partent trois lignes de partage des eaux. Les eaux s'écoulent vers trois bassins versants, dans l'océan Pacifique, l'océan Arctique et l'océan Atlantique via la baie d'Hudson.
Pour escalader les sommets des Rocheuses canadiennes, il vaut mieux préparer sa course en consultant des livres spécialisés. Sur les montagnes énumérées ci-dessus, seul le mont Temple a une voie considérée comme de difficultés modérées mais qui, néanmoins, ne devrait pas être tenté par les débutants. Pour toutes les autres montagnes (y compris les autres voies du mont Temple), l'ascension doit être réservée à des alpinistes chevronnés. Selon le Club Alpin du Canada, plus de personnes sont mortes sur le mont Temple que sur aucune autre montagne canadienne, dont sept jeunes gens d'un groupe scolaire américain en 1955. Ses pentes supérieures sont habituellement couvertes de neige et un glacier le couronne. Les alpinistes s'attaquant au mont Temple doivent prévoir un piolet et assez de vêtements pour survivre à une nuit sur la montagne si une tempête se lève et les empêche de descendre.
Contrairement à une idée répandue, les Rocheuses canadiennes ne sont pas la plus haute chaîne de montagnes du Canada. La chaîne Saint-Élie (dont le mont Logan à 5 959 mètres est point le plus élevé du Canada) et la chaîne Côtière (dont le plus haut sommet est le mont Waddington) ont des sommets plus élevés.

### Subdivisions
Les Rocheuses canadiennes sont subdivisées en plusieurs chaînes de montagnes, structurées en deux grands groupes, la chaîne Continentale, qui a elle-même trois subdivisions, le chaînon Front, les chaînons Park et le Kootenay, et les Rocheuses septentrionales qui comprennent deux subdivisions, les chaînons Hart et les chaînons Muskwa. Le col Monkman, au nord-ouest du mont Robson et au sud-ouest du mont Ovington, marque la séparation entre ces deux grands groupes.
- Chaînon Ball dans le parc national de Kootenay
- Chaînon Bare dans le parc national de Banff
- Chaînon Beaverfoot
- Chaînon Berland
- Chaînon Blackwater
- Chaînon Blairmore
- Chaînon Blue dans le parc national de Banff
- Chaînon Bosche
- Chaînon Boule
- Chaînon Brazeau
- Chaînon Brisco
- Chaînon Clark
- Chaînon Colin
- Chaînon De Smet
- Chaînon Dezaiko
- Chaînon Elk
- Chaînon Fairholme
- Chaînon Fiddle
- Chaînon Fisher
- Chaînon Flathead
- Chaînon Galton
- Chaînon Goat
- Chaînon High Rock
- Chaînon Highwood
- Chaînon Hoff
- Chaînon Hughes
- Chaînon Jacques
- Chaînon Kananaskis
- Chaînon Livingstone
- Chaînon Lizard
- Chaînon Macdonald
- Chaînon Maligne
- Chaînon Massive

- Chaînon Miette
- Chaînon Misty
- Chaînon Mitchell
- Chaînon Nikanassin
- Chaînon Opal
- Chaînon Ottertail
- Chaînon Palliser dans le parc national de Banff
- Chaînon Persimmon
- Chaînon President dans le parc national de Yoho
- Chaînons Queen Elizabeth dans le parc national de Jasper
- Chaînon Quinn
- Chaînon Rainbow
- Chaînon Ram
- Chaînon des Ramparts
- Chaînon Three Sisters
- Chaînon Royal
- Chaînon Sawback dans le parc national de Banff
- Chaînon Selwyn
- Chaînon Winston Churchill dans le parc national de Jasper
- Chaînon Slate dans le parc national de Banff
- Chaînon Spray
- Chaînon Stanford
- Chaînon Starlight
- Chaînon Sundance
- Chaînon Ten Peaks
- Chaînon Trident
- Chaînon Van Horne
- Chaînon Van Nostrand
- Chaînon Vermilion (Alberta)
- Chaînon Vermilion (Colombie-Britannique)
- Chaînons Victoria Cross dans le parc national de Jasper
- Monts Waputik
- Chaînon Wilson
- Chaînon Wisukitsak

### Hydrographie
Les cours d'eau qui coulent depuis les Rocheuses se jettent dans trois des cinq océans du monde : l'océan Atlantique, l'océan Pacifique et l'océan Arctique. La région constitue la Continental Divide. Aussi, on considère que les Rocheuses sont l'un des châteaux d'eau de l'Amérique du Nord.
Bassin de l'océan Pacifique
- le fleuve Columbia,
- le fleuve Fraser,

Bassin de l'océan Arctique
- la rivière Athabasca,
- la rivière Liard,
- la rivière de la Paix,
- la rivière Saskatchewan,
- la rivière Bow qui se jette dans la baie d'Hudson.

### Géologie
Les Rocheuses canadiennes sont la partie de l'extrême est de la Cordillère canadienne, nom collectif des montagnes de l'ouest du Canada. Elles font partie de la Cordillère américaine, un ensemble presque continu de chaînes de montagnes qui va de l'Alaska jusqu'à la pointe extrême de l'Amérique du Sud. La Cordillère est, à son tour, la partie orientale de la ceinture de feu qui borde l'océan Pacifique.
Les Rocheuses canadiennes sont limitées à l'est par les Prairies canadiennes, à l'ouest par le sillon des Rocheuses et au nord par la rivière Liard. La limite sud correspond à la frontière avec les États-Unis  (49e parallèle), il s'agit d'une limite bien sûr arbitraire puisque le massif montagneux se poursuit dans les États-Unis. D'un point de vue orogénique, on pourrait considérer que la limite sud passe plutôt par le col Marias Pass au Montana, qui sépare géologiquement les Rocheuses canadiennes des montagnes Rocheuses. Les Rocheuses canadiennes sont différentes des montagnes Rocheuses. Elles sont plus vieilles et ont été essentiellement formées par chevauchement alors que les montagnes Rocheuses ont été principalement formées par soulèvement tectonique. Par ailleurs, elles sont formées de roches presque exclusivement sédimentaires, alors que les montagnes Rocheuses possèdent un cœur granitique. Leur apparence physique est différente puisque les Rocheuses canadiennes ont été recouvertes de glaciers, ayant pour résultat des montagnes aux sommets pointus séparées par de larges vallées glaciaires en U, alors que les montagnes Rocheuses ont des sommets plus arrondis séparés par des vallées en V sculptées par les cours d'eau.

### Climat
La température moyenne est de 6 °C avec juillet le mois le plus chaud à 28 °C tandis qu'en janvier elle est de −2 °C. Les précipitations de neige annuelles moyennes sont de 36 cm[précision nécessaire][réf. nécessaire].

### Faune et flore
La végétation des Rocheuses canadiennes est très diversifiée. Elle est constituée de prairies et de prés alpins, ainsi que de forêts d'arbres à feuilles persistantes. La forêt subalpine domine et couvre l'ensemble des contreforts depuis les prés alpins jusqu'aux vallées. Constituée de peuplement de pins ou de forêts denses d'épinettes d'Engelmann, de sapins subalpins et de mélèzes.
La faune des Rocheuses canadiennes est facilement observables dans les parcs nationaux. On y voit des orignaux, des wapitis, des cerfs mulets, des mouflons canadiens, des Chèvres des montagnes Rocheuses, des ours noirs ou des coyotes. Les rivières sont poissonneuses. Plusieurs espèces de truites, comme la truite arc-en-ciel, la truite fardée et la Dolly Varden sont natives du Canada, d'autres comme la truite brune et l'omble de fontaine ont été introduites pour la pêche.

## Histoire
Le chemin de fer Canadien Pacifique (CFCP) a été fondé pour relier la province de la Colombie-Britannique aux autres provinces de l'est. La principale difficulté a été la traversée des Rocheuses : cols de montagne, rivières rapides et chutes d'eau vertigineuses ont ralenti la construction de la ligne.

## Activités

### Protection environnementale
Cinq parcs nationaux sont installés dans les Rocheuses canadiennes, dont quatre sont étroitement liés et constituent les parcs des montagnes Rocheuses canadiennes inscrit au patrimoine mondial de l'UNESCO.

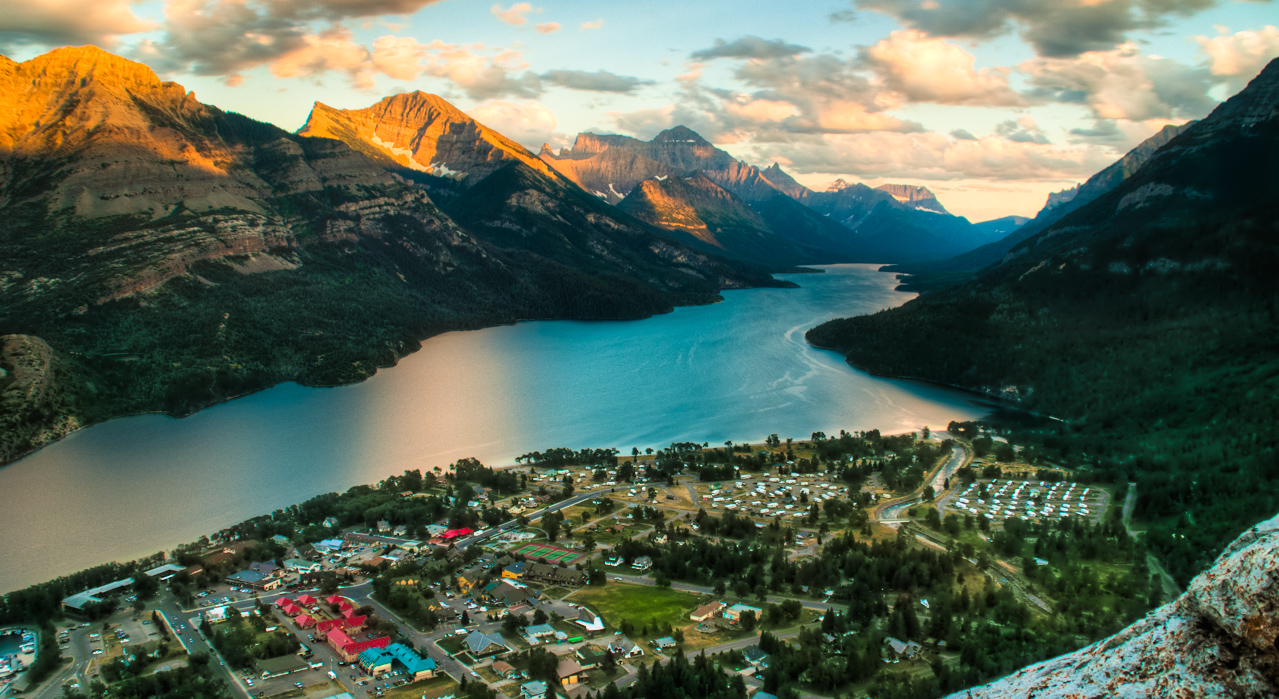
Vue du parc national des Lacs-Waterton.

Ces quatre parcs sont le parc national de Banff, le parc national de Jasper, le parc national de Kootenay et le parc national de Yoho. Le cinquième parc, le parc national des Lacs-Waterton est situé plus au sud, le long de la frontière. Le site des parcs des montagnes Rocheuses canadiennes comprend aussi les parcs provinciaux de la Colombie-Britannique. Tous ces parcs sont inscrits sur la liste du patrimoine mondial de l’UNESCO depuis 1984  pour ses paysages uniques comprenant des pics, des glaciers, des lacs, des chutes d'eau, des canyons et des grottes, mais aussi des fossiles trouvés dans les schistes de Burgess.
D'autres parcs de province sont également situés dans les Rocheuses canadiennes.
Partout dans les Rocheuses canadiennes et surtout dans les parcs nationaux, le Club alpin du Canada entretient une série de cabanes afin de servir de refuges aux alpinistes et autres  aventuriers.